# .32 Remington
.32 Remington (також відомий як .32 Remington Auto-Loading або .32 Remington Rimless) американський гвинтівковий набій. Конструкція безфланцева, порох бездимний. Набій було розроблено для використання для полювання на велику дичину, таку як олень та барибал. Схожі сучасні набої, в тому числі і фланцевий .32 Winchester Special, представлений компанією Winchester, пропонуються для заряджання в гвинтівки важільної дії Вінчестер.

## Опис
Набій .32 Remington було розроблено в 1906 році і представлено компанією Remington разом з гвинтівкою Remington Модель 8. Серед інших гвинтівок під набій .32 Remington можно зазначити Remington Модель 81, помпову рушницю Remington Модель 14, гвинтівку з ковзним затвором Remington Модель 30, важільну гвинтівку Stevens Model 425 та гвинтівку Standard Arms Company. Через свою схожість за параметрами набої.25 Remington, .30 Remington та .32 Remington відомі як набої серії Remington Rimless. Зазвичай виробники зброї пропонували всі три набої для заряджання у гвинтівку, а не лише один з серії.
Крім того цей набій також використовували в гвинтівці Remington Модель 141. Крім того частиною старої лінійки Remington rimless був набій .35 Remington, хоча його створили на основі безфланцевої версії набою .30-40 Krag. Цей набій за балістикою схожий на набій .32 Winchester Special.